# 간결성과 용이성

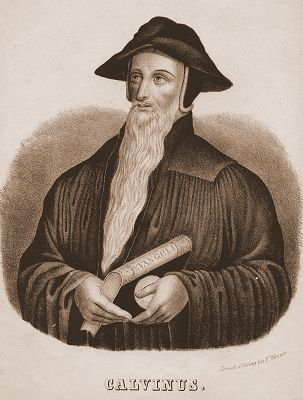
장 칼뱅

장 칼뱅의 성경관에서 간결성과 용이성(簡潔性과 容易性, 라틴어: Brevitas et Facilitas)이란 짧고 이해하기 쉬운 것을 의미한다. 장 칼뱅은 이 방법을 그의 최초의 주석인 《로마서 주석》 서문에서 그의 친구이자 히브리어 선생이었던 사이먼 그리네우스에게 처음으로 제안하였다. 칼뱅은 로마서 주석에서 멜랑히톤의 로마서 주석에서 사용된 신학적 주제중심에 근거한 간단한 해석인 로치(loci)법과, 마르틴 부서의 방대한 주석의 절충안으로 이 해석법을 제안하였다. 칼뱅의 신학적 해석학의 핵심적인 방법이다.
칼뱅이 사용한 해석 방법가운데 가장 대표적인 방법으로 간결성과 용이성에 더불어 성령에 의한 해석 방법이 있다. 먼저 간결성과 용이성은 본문의 해석에 있어서 장황한 해석을 피하고 가급적 간결하게 그리고 독자들이 이해하기 쉽게 해석하는 것을 말한다. 칼뱅이 이 방법을 사용하게 된 동기는 마르틴 부서의 장황한 해석을 버리고 멜랑히톤의 지나치게 요점만 해석하는 방법을 벗어나 중립적인 입장에서 사용하게 되었다. 존 볼트 교수에 따르면 칼뱅의 이 방법은 토마스 아퀴나스가 사용했던 간결성과 명료성(brevitas et dilucidatio)을 일컫는 말이다.

## 기원
간결하고(라틴어: brevitas) 용이한(라틴어: facilitas) 방법은 칼뱅의 성경 해석학의 중심적인 원리로서, 칼뱅은 그의 《로마서 주석》의 헌사에서 처음으로 이 방법을 언급하고 《기독교 강요》, 설교, 그리고 편지에서 이 방법을 언급한다. 그는 《로마서 주석》 헌사에서 당시 그의 친구이자 하이델베르크와 바젤에서 헬라어 교수였던 사이먼 그리네우스와 이 방법에 관하여 의견의 일치를 보였다며 다음과 같이 설명한다.
내가 기억하기를 3년전 우리가 성경을 해석하는데 가장 좋은 방법에 관하여(de optimo enarranae Scripturae genere) 친밀한 대화를 가졌읍니다. 그것은 당신을 기쁘게 했고 나를 동의하게 한 방법으로서 해석자의 최고의 장점(praecipuam interpretis vitutem)은 분명하고 간결함에 있다는 것이(in perspicua brevitate esse positem) 우리 둘을 확신 시켰습니다(sentiebat enim uterque nostrum).— 장 칼뱅

이 말속에서 우리는 간결성과 용이성 방법의 근거를 찾아낼 수 있다. 또한 칼뱅은 기독교 강요에서 이 방법을 자세히 피력한다. ”본래 나는 간결성을 사랑한다(Amo natura brevitatem). 아마도 내가 말을 장황하게 말했더라면 나는 간결성을 성취하지 못했을 것이다(et forte si copiosius loqui vellem, non succederet). 비록 긴 표현의 가르침이(prolixior docendi ratio) 높게 받아들여졌지만, 그러나 나는 그렇게 하지 않았다. 더군다나 현재의 저서의 계획은 우리가 가능한 간결하게 교리의 단순한 개요를(simplicem doctrinam quanta licebit brevitate) 밝히도록 요구한다.“ 칼뱅은 시편 주석의 서두에서 다시 이 방법론을 언급한다.

## 원천
칼뱅이 사용한 이 용어는 플라톤이 사용하기 시작하여 아리스토텔레스의 《수사학》에서 본격적으로 사용했고, 키케로와 퀸틸리아누스에 이르러 수사학적인 방법으로 그 절정에 이르렀다.
플라톤은 그의 책 《프로타고라스》에서 고대인 가운데 이 라코닉 간결성은 철학의 특징적인 표현이었다고 말한다. 플라톤은 파이드로스와 소크라테스사이에 대화를 기록한 그의 책 《파이드로스》에서 말과 표현의 간결성을 언급한다. 아리스토텔레스의 경우 그의 책 《수사학》에서 세밀하게 간결성의 원리를 사용하여 수사학의 여러 개념을 소개한다. 예를 들면 언어가 불합리적으로 되는 것은 단순함이 필요할 때, 장황성에서 기인한다고 했다. 그는 생각하기를 좋은 언어 스타일이 되기 위해서는 명료성이 필요하다고 했다. 이것은 마치 단순한 의미를 전달하지 못한 연설이 실패한다는 것과 마찬가지라고 한다.
키케로는 아리스토텔레스의 《수사학》에서 영향을 받고 간결성의 방법론을 결정적인 자기 스타일로 발전시켰다. 그는 사건의 진술은 간결성, 명료성, 그리고 적절성이라는 세 요소를 가져야만 한다고 했다. 그는 간결성을 쉬운 문장으로 다음과 같이 정의한다. “간결성이란 필수적인 단어들을 최소화하여 개념을 표현하는 것이다(Brevitas est res ipsis tantummodeo verbis necessariis expedita). 키케로는 이 방법에 대하여 다음과 같이 말한다. “간결성이란 단지 몇 단어의 한계안에서 다양한 개념들을 표현하는 것으로, 긴 해설이 필요하던지 안하던지 또는 시간이 많이 허용되던 안되던 자주 사용되어야 한다.”
퀸틸리아누스는 용이성의 개념을 주로 많이 사용했는데, 특히 종교적인 언어에 있어서 명료한 표현을 강조했다. 해석자에게는 종교적인 의미를 단순하게 할 것이 요구된다고 했다. 그는 수사학의 초보자들에게 키케로를 탐구하도록 권면하고, 무엇보다도 글을 쓰는 사람은 다른 사람들이 용이하게 이해하도록 쓰라고 말한다. 간결하고 용이한 방법론은 초기 철학자들과 수사학자들의 경로를 통하여 문예부흥 시대까지 전달되고 발전되었다.
칼뱅은 자신이 젋은 시절 대학에서 법학을 공부할 때 주로 인문주의자들로부터 키케로와 퀸틸리아누스의 작품들을 접하게 되었고, 이 용어들과 간결한 표현을 가지고 청중들을 설득시켰던 바로 이 수사학적인 방법들을 배우게 되었다. 그는 첫 작품인 1532년 〈세네카의 관용에 관하여에 대한 주석〉에서 인문주의자로서 해석학적인 면을 시도할 때 이런 용어와 방법을 사용했다. 그는 회심후 1536년의 초판 기독교 강요와 1539년의 첫판 로마서 주석을 시작으로 해서 바로 이 간결성과 용이성의 방법으로 그의 모든 주석적인 작품들을 썼다.

## 방법론
칼뱅의 간결성과 용이성 방법의 본질적인 구성 요소들을 발견하기 위하여 칼뱅의 정의를 가지고 그의 작품을 분석하고 그 분석된 자료들을 종합하여 각각의 독특한 원리들을 끌어 내었다. 지금까지 발견된 것들에 대해 신어들을 만들었는데 다음과 같다.
간결성(brevity), 보존성(retention), 축소성(reduction), 관계성(respect for the context), 단순성(simplicity), 적합성(suitability), 자유성(freedom), 반 모호성(avoidance of ambiguity), 반 강요성(avoidance of forced interpretation), 반 억측성(avoidance of conjectuure).
간결성이란 본문을 가능한 짧고 간결하게 해석하는 것이다. 이렇게 하기 위하여 칼뱅은 어떤 증거나 예증을 가급적 적게 제시하고, 저자의 참된 의도를 말하고, 애매하고 복잡한 문제를 해결하는 것이다. 보존성이란 해석자가 성경 원문을 고치지 않고 원문 그대로 보존하여 해석하는 것이다. 축소성이란 장황한 해석을 줄이고 가급적 짧게 해석하는 것이다. 관계성이란 해석의 범위를 성경 본문과 관계된 주제에 제한하는 것을 의미한다. 단순성이란 성경을 해석 할 때 저자의 의도를 단순하게 보여주는 것인데 모호성, 왜곡성, 억측성에 대한 반작용이다. 적합성이란 저자의 의도, 역사적인 상황, 문법적 구조, 그리고 문맥에 적절해야 한다는 것이다. 자유성이란 신학적, 문법적 전제 없이 마음껏 자유롭게 해석한다는 의미가 아니다. 오히려 독자들에게 해석자의 견해만을 받아들이도록 강요하는 것이 아니라, 몇 가지의 해석이 있을 경우에 그들이 좋아하는 견해를 선택하는 자유를 말한다. 반 모호성이란 성경을 이해하는데 장애가 되는 애매 모호함을 제거함으로써 독자들에게 단순하고 명료한 해설을 주는 것이다. 반 강요성이란 성경의 의미를 억지로 곡해하는 것에 반대한다는 것이다. 반 억측성이란 주관적인 상상력이나 부정확한 추측을 가지고 성경을 해석하는 것에 반대하는 것이다.

## 참고 문헌
- Richard C. Gamble, “Brevitas et Facilitas”: Toward an Understanding of Calvin’s Hermeneutic, WTJ 47:1 (Spr 1985)
- Myung-Jun Ahn, The Ideal of Brevitas et Facilitas: The Theological Hermeneutics of John Calvin

## 같이 보기
- 사이먼 그리네우스
- 신학적 해석학
- 칼뱅의 해석학
- 장 칼뱅의 신학
- 장 칼뱅
- 해석학